# Alvis Firefly
Der Alvis Firefly war ein PKW, den Alvis von 1932 bis 1934 fertigte. Er löste das Modell 12/50 TJ ab.
Der Wagen hatte einen Vierzylinder-Reihenmotor mit hängenden Ventilen. Der mit einem einzelnen SU-Vergaser ausgestattete Motor mit 1496 cm³ Hubraum leistete 50 bhp (37 kW) bei 4500/min. Das Triebwerk entsprach im Wesentlichen demjenigen der Modelle 12/50 TH von 1927 und 12/50 SD von 1927 bis 1929. Hierdurch war es preiswert zu fertigen und das Modell passte wieder in die zu dieser Zeit populäre 1,5-Liter-Klasse.
1932 erschien zunächst ein Roadster. 1933 folgte unter dem Namen Alvis Firefly 12 ein viertüriger Tourenwagen, eine ebensolche Limousine und ein zweitüriges Cabriolet. Die Starrachsen vorn und hinten waren an halbelliptischen Blattfedern aufgehängt. Der Radstand, die Art der Aufhängung und zum Teil die Karosserien entsprachen dem bisherigen Sechszylindermodell Silver Eagle SE und TB. Die Höchstgeschwindigkeit betrug je nach Aufbau ca. 114 km/h.
1934 löste das Modell Firebird beide Modelle des Firefly ab. Bis dahin waren 904 Firefly Roadster und 871 Firefly 12 entstanden.

## Weblinks

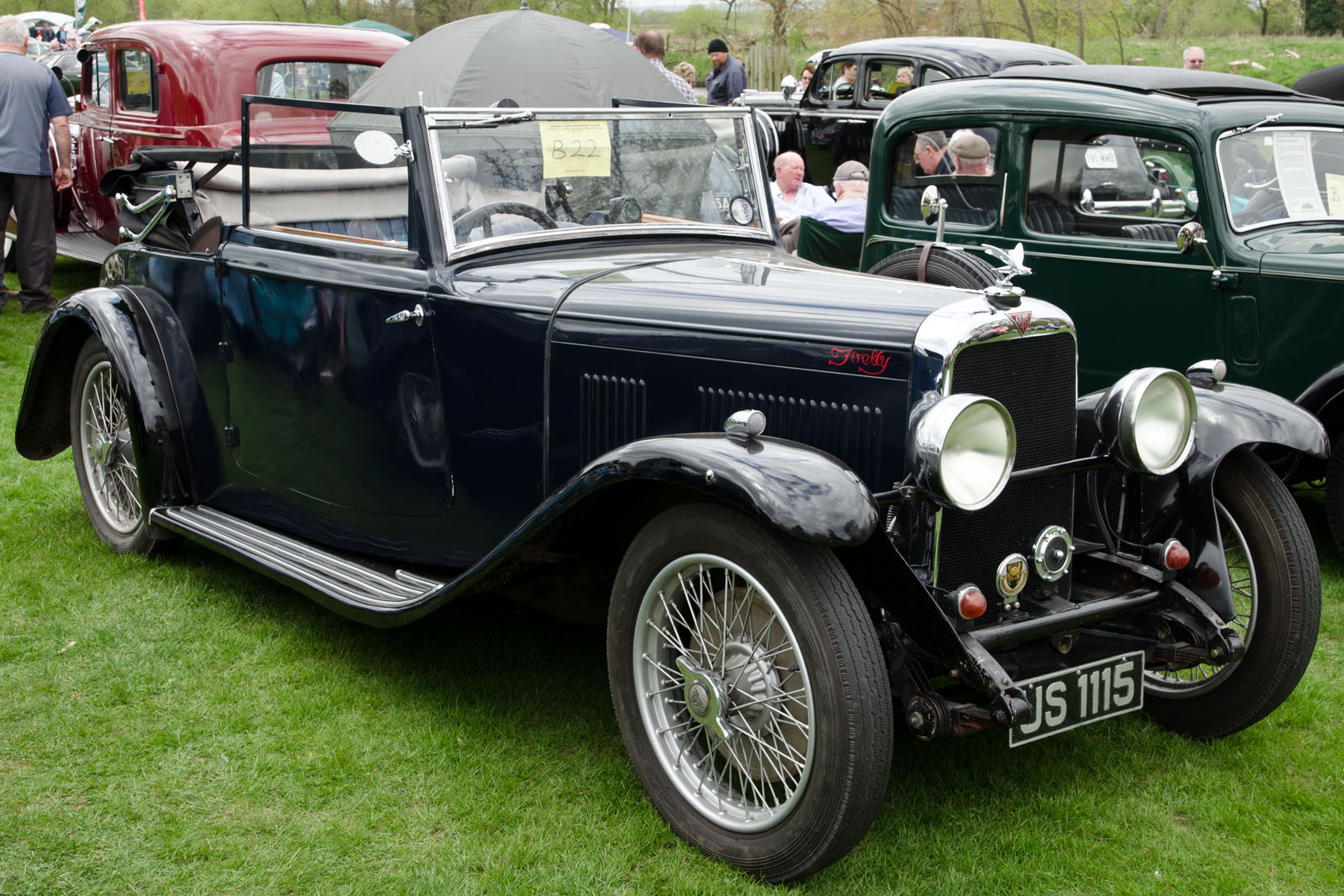
Alvis Firefly 12 Cabriolet (1933)